# テレビクラブ
テレビクラブは、2021年度まで学校の夏・冬・春休み期間中にNHK Eテレで放送されていたテレビ番組である。
本項目では、テレビクラブに代わって2022年度からスタートした NHK for School の特設サイト『自由研究る』及びこれに付随した項目についても触れる。

## 概要
学校の夏休み、冬休み、春休み期間中に放送されるコンプレックス編成による教育番組である。
1953年3月11日から4月10日までは『春休みテレビクラブ』、1953年度は『（夏・冬・春）休みプレゼント』、1954年度から1957年度までは『（夏・冬・春）のプレゼント』として放送。初期のテレビ番組は原則生放送であり、1957年度までは学校放送の再放送をせずに、オリジナル番組のみを編成していた。
1958年度から学校放送の再放送が実施され、1958年夏休みより『（夏・冬・春）のテレビクラブ』に改題。各学期の集中再放送を中心にオリジナル番組を交えた編成となる。
2008年度以降は放送枠の縮小に伴い、学校放送の再放送が減少し、オリジナル番組の編成比率が高くなっている。2008年度までは中学・高校向けの10min.ボックスもテレビクラブにて再放送されていたが、2009年度以降は『10min.ボックス （夏・冬・春）のセレクション』として独立した編成となった。
学校放送のパイロット番組や新番組の先行放送も実施している。2017年度以後はテレビクラブのオリジナル番組として放送された後、制作本数が10回以上になった時点でレギュラー放送に昇格する番組（『Why!?プログラミング』『子ども安全リアル・ストーリー』『昔話法廷』）も存在する。
正式番組名は2018年度まで『（和暦年度）NHK（夏・冬・春）のテレビクラブ』（例：『平成30年度NHK夏のテレビクラブ』）であったが、2019年度からは『（西暦年度）NHK（夏・冬・春）のテレビクラブ』（例：『2019年度NHK夏のテレビクラブ』）と西暦表記に変更されている。
諸般の事情により、テレビクラブとしては2021年度をもって終了し、2022年度以降は編成されていない。それ以降の学校長期休暇中は学校放送は休止することになり、これに代わって『Eテレセレクション』として子供向けにこだわらず、家族向け・若者向けを含めたオリジナル番組や再放送番組を編成している。

## 放送局
- NHKテレビジョン→NHK総合テレビジョン（1953年3月 - 1960年8月）
- NHK教育テレビジョン→NHK Eテレ（1959年3月 - 2022年4月1日）

## テレビクラブのタイムテーブル
＊はレギュラー番組として放送される学校放送番組である。
当該項目では、平成29年度NHK 夏のテレビクラブのタイムテーブルをもとにしながらも、土日の夕方枠や祝日枠で放送される学校放送番組についても追加している。そのため、テレビクラブにおけるタイムテーブルとは少し異なる部分があることをご留意いただきたい。

### 2017年度夏
| 時間  | 09:00-10:15                | 09:00-10:15                       | 09:00-10:15                       | 09:00-10:15                       | 09:00-10:15                         | 時間  |
| 時間  | 7/17(月)                   | 18(火)                            | 19(水)                            | 20(木)                            | 21(金)                              | 時間  |
| ----- | -------------------------- | --------------------------------- | --------------------------------- | --------------------------------- | ----------------------------------- | ----- |
| 09:00 | （放送なし）               | おはなしのくに                    | おはなしのくに                    | おはなしのくに                    | おはなしのくに                      | 09:00 |
| 09:05 | （放送なし）               | おはなしのくに                    | おはなしのくに                    | おはなしのくに                    | おはなしのくに                      | 09:05 |
| 09:10 | （放送なし）               | で〜きた                          | で〜きた                          | で〜きた                          | で〜きた                            | 09:10 |
| 09:15 | （放送なし）               | で〜きた                          | で〜きた                          | で〜きた                          | で〜きた                            | 09:15 |
| 09:20 | （放送なし）               | コノマチ☆リサーチ                 | コノマチ☆リサーチ                 | コノマチ☆リサーチ                 | ドスルコスル                        | 09:20 |
| 09:25 | （放送なし）               | コノマチ☆リサーチ                 | コノマチ☆リサーチ                 | コノマチ☆リサーチ                 | ドスルコスル                        | 09:25 |
| 09:30 | （放送なし）               | しまった!〜情報活用スキルアップ〜 | しまった!〜情報活用スキルアップ〜 | しまった!〜情報活用スキルアップ〜 | ドスルコスル                        | 09:30 |
| 09:35 | （放送なし）               | しまった!〜情報活用スキルアップ〜 | しまった!〜情報活用スキルアップ〜 | しまった!〜情報活用スキルアップ〜 | ドスルコスル                        | 09:35 |
| 09:40 | （放送なし）               | ココロ部!                         | ココロ部!                         | ココロ部!                         | ココロ部!                           | 09:40 |
| 09:45 | （放送なし）               | ココロ部!                         | ココロ部!                         | ココロ部!                         | ココロ部!                           | 09:45 |
| 09:50 | （放送なし）               | キミなら何つくる?                 | キミなら何つくる?                 | （番組PR）                        | 学ぼうBOSAI                         | 09:50 |
| 09:55 | （放送なし）               | キミなら何つくる?                 | キミなら何つくる?                 | ＊エイゴビート                    | 学ぼうBOSAI                         | 09:55 |
| 10:00 | 子ども安全リアルストーリー | カラフル!                         | カラフル!                         | ＊エイゴビート                    | ものすごい図鑑 〜カブトムシ探検隊〜 | 10:00 |
| 10:05 | 子ども安全リアルストーリー | カラフル!                         | カラフル!                         | ＊プレキソ英語                    | ものすごい図鑑 〜カブトムシ探検隊〜 | 10:05 |
| 10:10 | （番組PR）                 | カラフル!                         | カラフル!                         | ＊プレキソ英語                    | ものすごい図鑑 〜カブトムシ探検隊〜 | 10:10 |
| 時間  | 15:30-15:40                | 15:30-15:40                       | 15:30-15:40                       | 15:30-15:40                       | 15:30-15:40                         | 時間  |
| 時間  | 7/17(月)                   | 18(火)                            | 19(水)                            | 20(木)                            | 21(金)                              | 時間  |
| 15:30 | Why!?プログラミング        | Why!?プログラミング               | Why!?プログラミング               | Why!?プログラミング               | Why!?プログラミング                 | 15:30 |
| 15:35 | Why!?プログラミング        | Why!?プログラミング               | Why!?プログラミング               | Why!?プログラミング               | Why!?プログラミング                 | 15:35 |

- おはなしのくに：7月16日（日）16:50 - 17:00
- 子ども安全リアルストーリー：7月22日（土）16:30 - 16:40 / 7月23日（日）15:50 - 16:00
- はりきり体育ノ介：7月22日（土）16:40 - 16:50 / 7月23日（日）15:40 - 15:50

| 時間  | 09:00-10:15                     | 09:00-10:15                     | 09:00-10:15                     | 09:00-10:15                   | 09:00-10:15          | 時間  |
| 時間  | 7/24(月)                        | 25(火)                          | 26(水)                          | 27(木)                        | 28(金)               | 時間  |
| ----- | ------------------------------- | ------------------------------- | ------------------------------- | ----------------------------- | -------------------- | ----- |
| 09:00 | メディアタイムズ                | 銀河銭湯パンタくん              | 銀河銭湯パンタくん              | 銀河銭湯パンタくん            | JAPANGLE             | 09:00 |
| 09:05 | メディアタイムズ                | 銀河銭湯パンタくん              | 銀河銭湯パンタくん              | 銀河銭湯パンタくん            | JAPANGLE             | 09:05 |
| 09:10 | ストレッチマンV                 | ストレッチマンV                 | ストレッチマンV                 | ストレッチマンV               | JAPANGLE             | 09:10 |
| 09:15 | ストレッチマンV                 | ストレッチマンV                 | ストレッチマンV                 | ストレッチマンV               | JAPANGLE             | 09:15 |
| 09:20 | ABUアジア子どもドラマシリーズ   | ABUアジア子どもドラマシリーズ   | ABUアジア子どもドラマシリーズ   | ABUアジア子どもドラマシリーズ | JAPANGLE             | 09:20 |
| 09:25 | ABUアジア子どもドラマシリーズ   | ABUアジア子どもドラマシリーズ   | ABUアジア子どもドラマシリーズ   | ABUアジア子どもドラマシリーズ | JAPANGLE             | 09:25 |
| 09:30 | ABUアジア子どもドラマシリーズ   | ABUアジア子どもドラマシリーズ   | ABUアジア子どもドラマシリーズ   | ABUアジア子どもドラマシリーズ | JAPANGLE             | 09:30 |
| 09:35 | ABUアジア子どもドラマシリーズ   | ABUアジア子どもドラマシリーズ   | ABUアジア子どもドラマシリーズ   | ABUアジア子どもドラマシリーズ | JAPANGLE             | 09:35 |
| 09:40 | ABUアジア子どもドラマシリーズ   | ABUアジア子どもドラマシリーズ   | ABUアジア子どもドラマシリーズ   | ABUアジア子どもドラマシリーズ | 時々迷々             | 09:40 |
| 09:45 | ABUアジア子どもドラマシリーズ   | ABUアジア子どもドラマシリーズ   | ABUアジア子どもドラマシリーズ   | ABUアジア子どもドラマシリーズ | 時々迷々             | 09:45 |
| 09:50 | ABUアジア子どもドラマシリーズ   | ABUアジア子どもドラマシリーズ   | ABUアジア子どもドラマシリーズ   | ABUアジア子どもドラマシリーズ | 時々迷々             | 09:50 |
| 09:55 | ほうかご ごごご〜NHK for School | ほうかご ごごご〜NHK for School | ほうかご ごごご〜NHK for School | ＊エイゴビート                | （番組PR）           | 09:55 |
| 10:00 | えいごでがんこちゃん            | えいごでがんこちゃん            | えいごでがんこちゃん            | ＊エイゴビート                | えいごでがんこちゃん | 10:00 |
| 10:05 | オンマイウェイ!                 | オンマイウェイ!                 | オンマイウェイ!                 | ＊プレキソ英語                | オンマイウェイ!      | 10:05 |
| 10:10 | オンマイウェイ!                 | オンマイウェイ!                 | オンマイウェイ!                 | ＊プレキソ英語                | オンマイウェイ!      | 10:10 |
| 時間  | 15:30-15:40                     | 15:30-15:40                     | 15:30-15:40                     | 15:30-15:40                   | 15:30-15:40          | 時間  |
| 時間  | 7/24(月)                        | 25(火)                          | 26(水)                          | 27(木)                        | 28(金)               | 時間  |
| 15:30 | カガクノミカタ                  | カガクノミカタ                  | カガクノミカタ                  | カガクノミカタ                | カガクノミカタ       | 15:30 |
| 15:35 | カガクノミカタ                  | カガクノミカタ                  | カガクノミカタ                  | カガクノミカタ                | カガクノミカタ       | 15:35 |

| 時間  | 09:00-10:15                  | 09:00-10:15                  | 09:00-10:15                  | 09:00-10:15                       | 09:00-10:15                         | 時間  |
| 時間  | 7/31(月)                     | 8/1(火)                      | 2(水)                        | 3(木)                             | 4(金)                               | 時間  |
| ----- | ---------------------------- | ---------------------------- | ---------------------------- | --------------------------------- | ----------------------------------- | ----- |
| 09:00 | テイクテック                 | テイクテック                 | テイクテック                 | テイクテック                      | テイクテック                        | 09:00 |
| 09:05 | テイクテック                 | テイクテック                 | テイクテック                 | テイクテック                      | テイクテック                        | 09:05 |
| 09:10 | Why!?プログラミング          | Why!?プログラミング          | Why!?プログラミング          | Why!?プログラミング               | Why!?プログラミング                 | 09:10 |
| 09:15 | Why!?プログラミング          | Why!?プログラミング          | Why!?プログラミング          | Why!?プログラミング               | Why!?プログラミング                 | 09:15 |
| 09:20 | おんがくブラボー             | おんがくブラボー             | おんがくブラボー             | おんがくブラボー                  | おんがくブラボー                    | 09:20 |
| 09:25 | おんがくブラボー             | おんがくブラボー             | おんがくブラボー             | おんがくブラボー                  | おんがくブラボー                    | 09:25 |
| 09:30 | 新・ざわざわ森のがんこちゃん | 新・ざわざわ森のがんこちゃん | 新・ざわざわ森のがんこちゃん | 新・ざわざわ森のがんこちゃん      | 新・ざわざわ森のがんこちゃん        | 09:30 |
| 09:35 | 新・ざわざわ森のがんこちゃん | 新・ざわざわ森のがんこちゃん | 新・ざわざわ森のがんこちゃん | 新・ざわざわ森のがんこちゃん      | 新・ざわざわ森のがんこちゃん        | 09:35 |
| 09:40 | はりきり体育ノ介             | はりきり体育ノ介             | 子ども安全リアルストーリー   | 子ども安全リアルストーリー        | 子ども安全リアルストーリー          | 09:40 |
| 09:45 | はりきり体育ノ介             | はりきり体育ノ介             | 子ども安全リアルストーリー   | 子ども安全リアルストーリー        | 子ども安全リアルストーリー          | 09:45 |
| 09:50 | カテイカ                     | カテイカ                     | カテイカ                     | （番組PR）                        | 学ぼうBOSAI                         | 09:50 |
| 09:55 | カテイカ                     | カテイカ                     | カテイカ                     | ＊エイゴビート                    | 学ぼうBOSAI                         | 09:55 |
| 10:00 | えいごでがんこちゃん         | えいごでがんこちゃん         | えいごでがんこちゃん         | ＊エイゴビート                    | ものすごい図鑑 〜カブトムシ探検隊〜 | 10:00 |
| 10:05 | いじめをノックアウト         | いじめをノックアウト         | いじめをノックアウト         | ＊プレキソ英語                    | ものすごい図鑑 〜カブトムシ探検隊〜 | 10:05 |
| 10:10 | いじめをノックアウト         | いじめをノックアウト         | いじめをノックアウト         | ＊プレキソ英語                    | ものすごい図鑑 〜カブトムシ探検隊〜 | 10:10 |
| 時間  | 15:30-15:40                  | 15:30-15:40                  | 15:30-15:40                  | 15:30-15:40                       | 15:30-15:40                         | 時間  |
| 時間  | 7/31(月)                     | 8/1(火)                      | 2(水)                        | 3(木)                             | 4(金)                               | 時間  |
| 15:30 | （放送なし）                 | （放送なし）                 | （放送なし）                 | しまった!〜情報活用スキルアップ〜 | しまった!〜情報活用スキルアップ〜   | 15:30 |
| 15:35 | （放送なし）                 | （放送なし）                 | （放送なし）                 | しまった!〜情報活用スキルアップ〜 | しまった!〜情報活用スキルアップ〜   | 15:35 |

- ほうかご ごごご〜NHK for School：8月5日（土）16:35 - 16:40 / 8月6日（日）16:55 - 17:00

| 時間  | 09:00-10:15       | 09:00-10:15       | 09:00-10:15                | 09:00-10:15                | 09:00-10:15  | 時間  |
| 時間  | 8/7(月)           | 8(火)             | 9(水)                      | 10(木)                     | 11(金)       | 時間  |
| ----- | ----------------- | ----------------- | -------------------------- | -------------------------- | ------------ | ----- |
| 09:00 | はりきり体育ノ介  | はりきり体育ノ介  | 子ども安全リアルストーリー | 子ども安全リアルストーリー | （放送なし） | 09:00 |
| 09:05 | はりきり体育ノ介  | はりきり体育ノ介  | 子ども安全リアルストーリー | 子ども安全リアルストーリー | （放送なし） | 09:05 |
| 09:10 | ことばドリル      | ことばドリル      | ティーンズビデオ2017       | ティーンズビデオ2017       | （放送なし） | 09:10 |
| 09:15 | ことばドリル      | ことばドリル      | ティーンズビデオ2017       | ティーンズビデオ2017       | （放送なし） | 09:15 |
| 09:20 | さんすう犬ワン    | さんすう犬ワン    | ティーンズビデオ2017       | ティーンズビデオ2017       | （放送なし） | 09:20 |
| 09:25 | さんすう犬ワン    | さんすう犬ワン    | ティーンズビデオ2017       | ティーンズビデオ2017       | （放送なし） | 09:25 |
| 09:30 | 歴史にドキリ      | 歴史にドキリ      | ティーンズビデオ2017       | ティーンズビデオ2017       | （放送なし） | 09:30 |
| 09:35 | 歴史にドキリ      | 歴史にドキリ      | ティーンズビデオ2017       | ティーンズビデオ2017       | （放送なし） | 09:35 |
| 09:40 | 未来広告ジャパン! | 未来広告ジャパン! | ティーンズビデオ2017       | ティーンズビデオ2017       | （放送なし） | 09:40 |
| 09:45 | 未来広告ジャパン! | 未来広告ジャパン! | ティーンズビデオ2017       | ティーンズビデオ2017       | （放送なし） | 09:45 |
| 09:50 | 考えるカラス      | 考えるカラス      | ティーンズビデオ2017       | ティーンズビデオ2017       | （放送なし） | 09:50 |
| 09:55 | 考えるカラス      | 考えるカラス      | （番組PR）                 | ＊エイゴビート             | （放送なし） | 09:55 |
| 10:00 | 昔話法廷          | 昔話法廷          | 昔話法廷                   | ＊エイゴビート             | （放送なし） | 10:00 |
| 10:05 | 昔話法廷          | 昔話法廷          | 昔話法廷                   | ＊プレキソ英語             | （放送なし） | 10:05 |
| 10:10 | 昔話法廷          | 昔話法廷          | 昔話法廷                   | ＊プレキソ英語             | （放送なし） | 10:10 |
| 時間  | 15:30-15:40       | 15:30-15:40       | 15:30-15:40                | 15:30-15:40                | 15:30-15:40  | 時間  |
| 時間  | 8/7(月)           | 8(火)             | 9(水)                      | 10(木)                     | 11(金)       | 時間  |
| 15:30 | で〜きた          | で〜きた          | で〜きた                   | で〜きた                   | で〜きた     | 15:30 |
| 15:35 | で〜きた          | で〜きた          | で〜きた                   | で〜きた                   | で〜きた     | 15:35 |

- Why!?プログラミング：8月13日（日）16:05 - 16:15
- 子ども安全リアルストーリー：8月13日（日）16:15 - 16:35

## 編成内容
ここでは、2015年度冬のテレビクラブで放送される番組についても触れることにする。

### 学校放送の集中再放送
各学期に放送された学校放送番組をテレビクラブ内でまとめて再放送しているが、学校放送番組のすべてが集中再放送の対象としているわけではない。また、集中再放送の対象となる番組といっても、各学期で放送された内容が全て放送される番組もあれば、1回のみ放送される番組もあるなど様々である。
基本的な編成として、当該年度の新番組については原則として全て再放送する形を取っている。また、前年度から放送開始した2年目の番組についても、各学期での新作放送分の全てと前年度の再放送分の一部において集中再放送を行っている。
放送開始から3年目以降の番組については、新作が放送された番組や、「歴史にドキリ」のように学校放送の枠を超えた人気がある番組、いじめ問題・防災などといったNHKが重点項目としている番組を編成する傾向がある。なお、番組によっては各学期の再放送ではなく、テレビクラブで放送された特別版の再放送を行うこともある（「歴史にドキリ」の公民編や「できた できた できた」の入学準備号など）。
太字は、2015年度2学期において、新作が放送された番組である。また、当該集中再放送では他に「ミクロワールド」も放送しているが、ここでは割愛することにする。
2015年度新番組
| - 未来広告ジャパン! - ココロ部! - 新・ざわざわ森のがんこちゃん - えいごでがんこちゃん | - おんがくブラボー - カガクノミカタ - オン・マイ・ウェイ! |

2014年度放送開始の番組
| - ことばドリル - さんすう犬ワン | - キミなら何つくる? - はりきり体育ノ介 |

2013年度以前から放送開始の番組
| - いじめをノックアウト - 学ぼうBOSAI - ストレッチマンV - 大科学実験 | - 考えるカラス〜科学の考え方〜 - 歴史にドキリ - できた できた できた |

なお、テレビクラブでは「プレキソ英語」も放送されているが、他の学校放送番組と異なり、木曜10:05-10:15に通常通りのレギュラー放送（土曜夕方放送分の再放送）を行っているため、ここでいう集中再放送には該当しない。これは、「プレキソ英語」が学校放送番組のほかに語学番組にも該当するためである。ただし、「プレキソ英語」が当該レギュラー放送とは別に、テレビクラブで学校放送としての集中再放送を行ったことは過去にある。

### 新番組の先行放送
新番組の先行放送（いわゆるパイロット版。一部番組を除く）は、基本的に春のテレビクラブの中で行ってきたが、小学校向けの学校放送の前後期制を本格的に導入した2015年度からは夏のテレビクラブにおいても、後期にあたる10月に新番組がスタートする学校放送番組の先行放送を行う予定である。また、先行放送を行う番組については、一部を除いてテレビクラブ内にて再放送も行っている。

### パイロット番組の放送
翌年度からのレギュラー番組化を視野に単発番組として制作したものを夏休み・冬休み期間中のテレビクラブにて放送。パイロット番組として放送する場合、設定面・内容面などで新機軸を取り入れていることが多い。刑事ドラマの形式を取り入れた「さんすう刑事ゼロ」「さんすう犬ワン」や、中村獅童が歴史上の人物に扮して歌って踊る「歴史にドキリ」（パイロット版のタイトルは「歴史にドキュン」）などはその代表例である。
2013年度夏のテレビクラブでは、「キミなら何つくる?」のパイロット版を放送したが、これを契機として、2014年度以降の学校放送において実技系科目の学校放送番組を編成するきっかけとなった。

#### 2013年度以降のパイロット番組
- 太字は2015年度からレギュラー放送が開始した新番組、斜字は2016年度からのレギュラー放送を視野に制作されたパイロット番組である。また、2014年度以降のパイロット番組については、「NHK for School」内に公式サイトを開設することにより、無料で当該番組のネット配信を行っている。
- なお、2014年度以降は「NHK文化祭」の開催に合わせる形で、祝日に伴う学校放送休止による特別編成を行う11月3日にもパイロット番組を編成するようになった（※印で表示）。

| 番組名            | 対象学年      | 教科     | 放送        |
| ----------------- | ------------- | -------- | ----------- |
| さんすう犬ワン    | 小学1～3年    | 算数     | 2013年度 夏 |
| キミなら何つくる? | 小学5～6年    | 図画工作 | 2013年度 夏 |
| ロンリのちから    | 中学・高校    | 国語     | 2013年度 夏 |
| ココロ部!         | 小学5年～中学 | 道徳     | 2014年度 ※  |
| おんがくブラボー  | 小学3～6年    | 音楽     | 2014年度 冬 |
| 未来広告ジャパン! | 小学5年       | 社会     | 2014年度 冬 |
| カガクノミカタ    | 小学1年～中学 | 理科     | 2015年度 春 |
| カテイカ          | 小学5～6年    | 家庭     | 2015年度 夏 |
| で～きた          | 小学1年       | 特別活動 | 2015年度 ※  |

### オリジナル番組

#### 定期放送番組
ここでは、テレビクラブにて毎年恒例となっている番組について触れる。
ティーンズビデオ（1995年度～）
NHK杯全国高校放送コンテストの決勝大会の様子を交えながら、「テレビドキュメント部門」及び「創作テレビドラマ部門」の上位入賞作品を紹介するとともに、番組ナビゲーターがそれぞれの映像作品を見ながら語り合う内容である。
ナビゲーターは、映像ディレクターで元NHK解説委員の中谷日出が2007年度より担当しているほか、2017年度以降は共演者としてクリエイターが1人出演している。なお、2015年度以前は女性タレントなどが1～2名共演したことがあるほか、2016年度はNHKアナウンサーの近江友里恵が共演した。当該番組の放送は、原則として夏のテレビクラブの最終週（4週目又は5週目）の放送となる。
ABUアジア子どもドラマシリーズ（2005年度～）
アジア太平洋放送連合（ABU）が主催する国際共同制作プロジェクトにより、ABU加盟局が制作する15分の子ども向けドラマを放送。「心の成長」をテーマに各国の様々な社会状況の中で、子どもたちが何かに挑戦して成長する姿を描きながら、子どもの生活文化と国際社会の相互理解を目指すことを目的としている。当該番組は、原則として夏のテレビクラブの2週目に放送するが、2015年度と2019年度については1週目に放送された。
なお、2014年度については「NHK for School」内に当該番組の公式サイトを開設するとともに、当該番組は小学校3～6年生向けの総合学習番組（国際理解）となった。また、当該番組が学校放送番組の扱いとなったこともあり、公式サイト内にて無料でのネット配信を行うようになった。
当該番組の案内役として、2019年度は小島よしおが担当したほか、2016年度以降は番組オリジナルパペットの「アブちゃん」が相方として出演している。過去の案内役としては、2011年度～2013年度にガレッジセールが担当したことがある。
かつては、「ざわざわ森のがんこちゃん」（2008年度）や「天才てれびくんMAX」（2009年度）、「週刊こどもニュース」（2010年度）、「ごちそんぐDJ」（2016年度）といったNHKの番組とコラボしたことがあった。

#### 準学校放送番組
ここでいう「準学校放送」は、テレビクラブで放送されたオリジナル番組のうち、「NHK for School」内に当該番組の特設サイトにて無料で動画配信している番組のことを指す。
リアルストーリーシリーズ（2014年度・2015年度）
2014年夏のテレビクラブで放送された「スマホ・リアル・ストーリー」が、情報モラル教育の一環として小学校の授業で活用されるなど大きな反響を呼んだことから、2015年夏のテレビクラブではその続編として「子ども安全リアルストーリー」が放送された。ここでは、この2番組を合わせて「リアルストーリーシリーズ」として取り上げる。
スマートフォン（スマホ）を持った小学生たちのリアルな体験や、さまざまな危険から自分の身を守る方法を実際にあったケースをもとに再現ドラマで紹介。スマホをどうつきあっていけばいいか、危険にあわないためにはどうすればいいのかを小学校高学年の子どもたちと考える内容になっている。なお、「スマホ・リアル・ストーリー」で放送された再現ドラマの一部は、2014年度に新作が制作された「メディアのめ」でも一部割愛した上で放送されている。
「スマホ・リアル・ストーリー」には鈴木福が、「子ども安全リアル・ストーリー」には芦田愛菜と、いずれも「マルモのおきて」（フジテレビ系）で共演した人気子役を起用している。

#### その他のオリジナル番組
どれみえーる（2015年度）
「音の視覚化」をコンセプトとした子ども向け音楽番組。音楽を作っている「リズム」「メロディー」「ハーモニー」がかっこいい乗り物や単純な図形・食べ物など、子どもたちが見てワクワクするものに変身したりするなど、音楽を目と耳の2つのアンテナで楽しむ体験を届ける。
江上敬子（ニッチェ）、川上凛子、藤本悠希が出演したほか、第一線で活躍する作曲家や映像作家が集結＆コラボレーションを行った。

## 新聞・テレビ誌における番組表について
新聞や「TVガイド」における番組表では、コンプレックス形式で参加各番組を一つのコーナーと位置付けて掲載している。これは、NHKが学校向けに配布するとともに、「NHK for School」の公式サイト内でPDFによるダウンロードを行っているテレビクラブの番組表に準じた形であるといわれている。しかし、実際の放送ではテレビクラブ専用の特別なオープニング・エンディングのタイトルは作っていない。

なお、「ザテレビジョン」における番組表では、コンプレックス形式をとらずに各番組を単独番組として表記している。

### 番組表表記における特徴
- 「プレキソ英語」についてはコンプレックス形式の対象ではなく、単独番組扱いとなっている。これは前述の通り、当該番組が通常通りのレギュラー放送を行っていることと、語学番組扱いとなっているためである。
- オリジナル番組のうち、毎年恒例となっている番組を除く一部のアニメ番組やドラマ番組については、コンプレックス形式の扱いになる場合と単独番組として扱う場合に分かれる。2015年のテレビクラブでは、番組表表記は下記のような扱いとなっていた（下記に該当する番組と上記の「プレキソ英語」以外の各番組はコンプレックス形式の扱いとなっている）。
  - ピカイア! - 新聞及び「TVガイド」の双方ともに単独番組扱い
  - 昔話法廷 - 「TVガイド」は単独番組扱いだが、新聞の番組表ではコンプレックス形式扱い
  - かおテレビ - 新聞の番組表では単独番組扱いだが、「TVガイド」はコンプレックス形式扱い
- 当該日が祝日特別編成で、9:00-10:00が特別番組、10:00-10:15が通常のテレビクラブの編成である場合には、次のような表記方法となる。
  - 1番組のみ - 単独番組扱い
  - 2番組以上 - コンプレックス形式
- 15:30-15:40については、そのまま単独番組扱いとなっている（通常の学校放送でも1番組10分間しかないため）。

## スポーツ中継放送時の対応
毎年春と夏に開催される高校野球は、基本的に総合テレビでの放送となっている。しかし、総合テレビで重大事故・重大災害時等の報道特別番組や国会中継の放送を優先させるために、高校野球をNHK Eテレでの放送に変更となる場合があり、テレビクラブが放送されている時間帯に高校野球が放送された場合には、テレビクラブの全番組又は一部番組の放送が休止される。近年では、2011年春の選抜大会と夏の全国大会、2015年夏の全国大会がこれに該当する。

- 2015年夏のテレビクラブでは、8月7日に国会中継が総合テレビで放送する関係で、高校野球中継が9:00からNHK Eテレで振り替えて中継を行ったため、当日の9:00-9:10に放送予定だったオリジナル番組である「どれみえーる」以外の全てのテレビクラブ全番組の放送が中止となった。なお、「どれみえーる」は8月11日の9:10-9:20に放送日時を変更した上で放送された[3]。

放送休止になった場合、学校放送の集中再放送やテレビクラブ等で再放送の設定がある番組については振り替え放送の措置は取らずにそのまま番組放送が中止となる。ただし、再放送の設定が無い番組（「ティーンズビデオ」など）やパイロット番組などのように、放送日時を変更して放送される番組もある。

なお、2010年度以前には、8月9日に総合テレビで長崎平和祈念式典を中継する関係で、同日の高校野球中継は10:45（2010年度のみ10:00）以降がNHK教育テレビでの放送となったため、テレビクラブの放送は9:00-10:45（2010年のみ9:00-10:00）の放送となった。また、2007年度以前は高校野球における総合テレビとのリレー中継の関係で、高校野球開催中（決勝を除く）のテレビクラブは9:00-11:45（通常時は9:00-12:00）の放送となった（8月9日を除く）。ただし、8月15日は全国戦没者追悼式を総合テレビで放送することから、テレビクラブは11:40までの放送となった。
この他、2021年夏期については、東京2020オリンピックの開催期間と重なり、かつ総合テレビとNHK Eテレの双方を競技中継に充てる体制となったことから、テレビクラブの放送はオリンピックの前後の延べ2週程度に縮小された。

## 過去のオリジナル番組
春のテレビクラブは前年度扱い（2016年度『春のテレビクラブ』 放送期間：2017年3月20日 - 3月31日）。
| 番組名                             | 期間                | 期間 | 期間 | 期間 |
| ---------------------------------- | ------------------- | ---- | ---- | ---- |
| 秋山仁の算数ぎらい大集合           | 1994年度            | 夏   |      |      |
| ノッポさんの英語塾                 | 1994年度            | 夏   | 冬   |      |
| 秋山仁の数学タイムトラベル         | 1995年度            | 夏   |      |      |
| ノッポさんの工作塾                 | 1995年度            | 夏   |      |      |
| ノッポさんのコミュニケーション入門 | 1996年度            | 夏   |      |      |
| ノッポさんのパソコンとあそぼう     | 1997年度            | 夏   |      |      |
| ノッポさんの手話で歌おう           | 1997年度            |      | 冬   |      |
| 秋山仁のそれいけ算数!              | 1999年度            | 夏   |      |      |
| 学校放送羅針盤                     | 1998年度 - 2003年度 | 夏   | 冬   | 春   |
| 漢字だいすき                       | 2004年度            | 夏   | 冬   | 春   |
| ぼくの絵わたしの絵                 | 1984年度 - 2006年度 |      |      | 春   |
| そうだったんだ!算数                | 2009年度            |      | 冬   | 春   |
| そうだったんだ!算数 シーズン2      | 2010年度            | 夏   | 冬   |      |
| シンサイミライ学校                 | 2012年度            | 夏   |      |      |
| スマホ・リアル・ストーリー         | 2014年度            | 夏   | 冬   |      |

## テレビクラブ終了後
前述の通り、2021年度を最後にテレビクラブが終了となってからは、夏休み・冬休み・春休み期間中の学校放送は休止することになった。これに代わる形で、2022年度より NHK for School の特設サイトとして『自由研究る!』を開設している。また、2023年度には『親子で自由研究』のタイトルで NHKラーニング と NHK for School がコラボした自由研究ページも開設している。

### 特設サイト

#### 自由研究る!
NHK Eテレで放送されている5分番組『スクる!』に登場するキャラクターが、自由研究に役立つ番組やWEBサイト、各種イベントを子供たちに向けて紹介する。当該サイトで取り上げる項目は、『作ってみよう』『ふれてみよう』（生きもの・天気）『調べてみよう』（防災・SDGs・戦争）『行ってみよう』の4項目である。
学校放送以外にも、オリジナル番組やNHKのテレビ・ラジオ番組を自由研究という点から取り上げているのが大きな特徴である。また、『自由研究る!を「うまくつかう」る!』では、自由研究のやり方・まとめ方や保護者へのアドバイスを紹介している。

#### 親子で自由研究
2023年7月22日より、NHKラーニング のブログ内に NHK for School とコラボした特設ページを開設している。NHKが制作した多様なコンテンツの中から見どころだけを抽出したショート動画を活用して親子で取り組む自由研究を『宇宙と月』『恐竜』『文学作品』の3つのテーマで紹介している。

### テレビ番組・ネット配信
学校放送休止中であっても、学校放送のパイロット番組や先行放送（新番組を含む）は2022年度以降も引き続き実施している。
2023年度は、単独でのインターネット利用が難しい小学校低学年に配慮して、次のような措置を取ることになった。
- 7月17日より開始した夏休みの特別編成を夕方枠に限り1週間遅らせて、その間は夕方枠において学校放送を引き続き放送することになった。
- 暑い夏を安全に過ごすために、夏休み前に必見の低学年向け番組5本を親子で視聴できるように『キキとカンリ』の特設ページにて紹介している。当該ページには、『キキとカンリ』の一部内容と、『ストレッチマン・ゴールド』の一部内容について動画配信ページへリンクされている。